# Pentoliet
Pentoliet is een springstof die in militaire en civiele toepassingen gebruikt wordt. Het is een mengsel van TNT (trinitrotolueen) en PETN (penta-erytritoltetranitraat). Militair pentoliet bestaat uit 50% TNT en 50% PETN. Civiel pentoliet kan meer of minder PETN bevatten.
Het is een hoogexplosieve springstof die wordt gebruikt waar een hoge brisantie nodig is, zoals in militaire brisantgranaten of in boosters om een secundair explosief tot ontploffing te brengen. De brisantie is groter naarmate het gehalte aan PETN hoger is. Pentoliet met 50/50 PETN/TNT heeft een relatieve brisantie van 123 ten opzichte van 100 voor TNT. Met 70/30 PETN/TNT is dat 131 en met 30/70 PETN/TNT is het nog 113.